# Makuhari Messe
Makuhari Messe (幕張メッセ?) es un centro de convención de Japón situado en la región este de la Prefectura de Chiba, en la ciudad de Mihama.
Diseñado por Fumihiko Maki, es también accesible por medio del sistema ferroviario proveniente de Tokio. Su nombre deriva de Makuhari, nombre de la región, seguido de la palabra alemana Messe, que significa Feria.
El centro fue terminado e inaugurado el 9 de octubre de 1989. Y ha sido sede de grandes e importantes eventos desde entonces. El Makuhari Messe está convenientemente -por temas de turismo- cerca del Tokyo Disney Resort en Urayasu y también cerca de las playas de arena negra de Chiba.

## Eventos efectuados
Entre 1989 y 2001 fue la sede del Nintendo Space World, una feria de videojuegos celebrada por Nintendo.
En el 2005 el centro sirvió de sede en Japón del Live 8, junto con la capital de Tokio. Y el 7 de julio del 2007 también fue una de las sedes niponas para el megaconcierto del Live Earth.
Entre los días 19 y 21 de julio de 2008 fue sede de la Star Wars Celebration Japan.
Desde el 2011, es la sede de la final de KONAMI Arcade Championship, una copa de videojuegos arcade celebrada por Konami.
Desde 2016 ha recibido el evento Hatsune Miku Magical Mirai.
El 10 de abril de 2023 se comunicó oficialmente que la Star Wars Celebration Japan de 2025 será celebrada en el recinto entre los días 18 y 20 de abril de dicho año. 